# Pilar Domenech
Pilar Domenech (Madrid, 10 de mayo de 1966) es una ex gimnasta rítmica española que fue componente de la selección nacional de gimnasia rítmica de España en la modalidad de conjuntos. Su logro más reseñable es la medalla de bronce obtenida en el Campeonato Europeo de 1984.

## Biografía deportiva

### Inicios
En 1980 ocupó la 6ª plaza en la general individual de la 2ª categoría en el Campeonato de España Individual disputado en Alicante. Un año después, en 1981, fue medalla de plata también en la general individual de la 2ª categoría en el Campeonato de España, que se celebró ese año en Pamplona.

### Etapa en la selección nacional
Poco después entró a formar parte del conjunto español de gimnasia rítmica, en el que permanecería hasta 1986. Allí entrenaría en el Gimnasio Moscardó de Madrid a las órdenes de la seleccionadora nacional Emilia Boneva y la entrenadora de conjuntos, Ana Roncero. Georgi Neykov era el coreógrafo del equipo y Violeta Portaska la pianista encargada de musicalizar en directo los montajes. Domenech participó como gimnasta suplente en el Campeonato Europeo de Gimnasia Rítmica de 1982 en Stavanger, donde el conjunto fue 4º. El conjunto de ese año concentrado en el Moscardó estaba integrado por Mónica Alcaraz, Elena García, Isabel García, Victoria García, Virginia Manzanera y Dolores Tamariz, además de Pilar, María Fernández, María Martín y Sonia Somoza como suplentes.  
A inicios de 1983 volvió a ser gimnasta suplente en la Final de la Copa del Mundo en Belgrado, donde ocuparon la 4ª plaza. A finales de 1983 pasó a ser gimnasta titular, disputando ese mismo año el Campeonato Mundial de Estrasburgo, donde logró la 5ª plaza. El conjunto que había ido a la Copa del Mundo de Belgrado estaba integrado por Pilar como suplente, Elena García, Isabel García, Victoria García, Virginia Manzanera, Sonia Somoza y Dolores Tamariz, además de María Fernández como la otra gimnasta suplente. Sin embargo, tras Belgrado dejaron el conjunto Elena García y Victoria García, por lo que para el Mundial de Estrasburgo las gimnastas titulares fueron Pilar, la recién incorporada Pino Díaz, María Fernández, Isabel García, Virginia Manzanera y Sonia Somoza, con Dolores Tamariz de suplente.

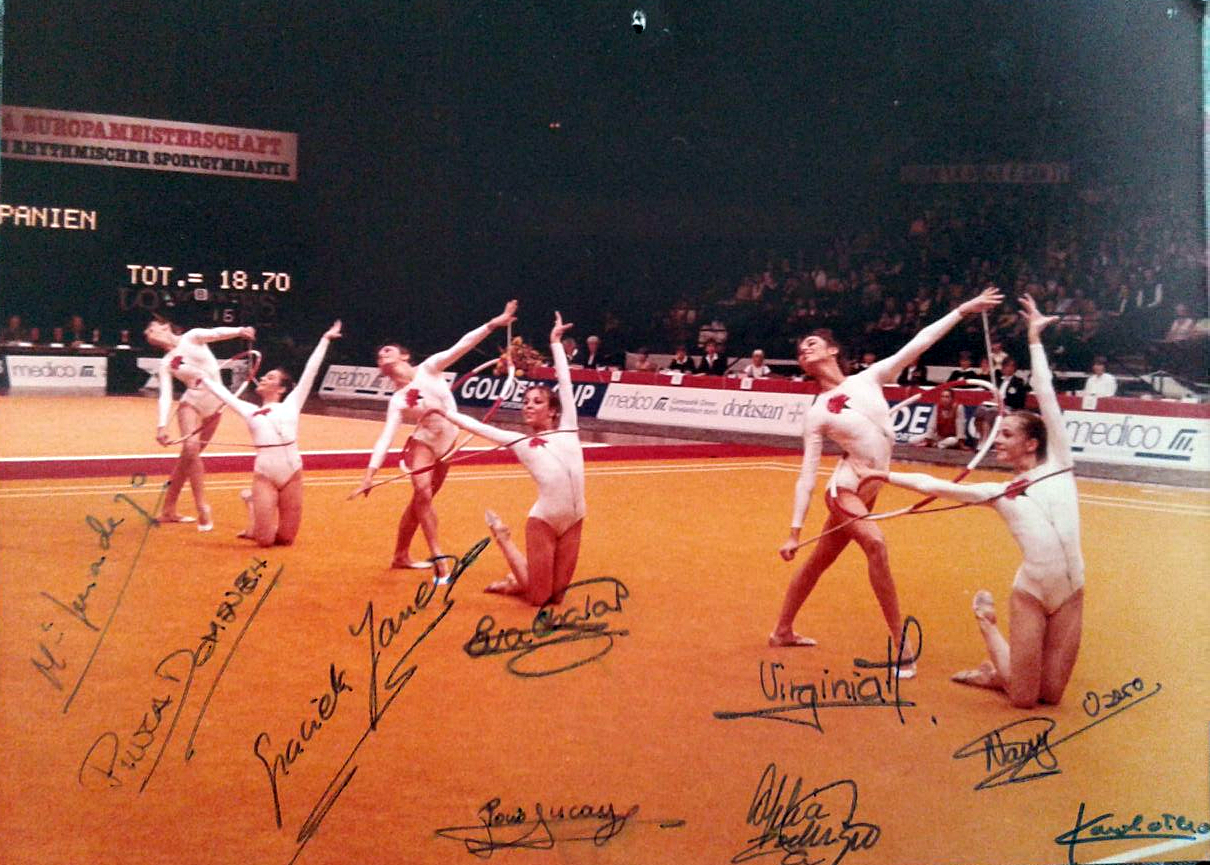
Pilar con el conjunto en el Europeo de Viena (1984).

En el palmarés como gimnasta de Domenech, destaca la medalla de bronce que obtuvo el conjunto español en el concurso general del Campeonato Europeo de 1984 en Viena. La integrantes del conjunto que logró esta medalla eran Pilar, María Fernández (capitana), Virginia Manzanera, Eva Obalat, Nancy Usero y Graciela Yanes, además de Rocío Ducay y Ofelia Rodríguez como suplentes. Tras este logro les fue concedida a todas la Medalla al Mérito Gimnástico de 1984, galardón de la Real Federación Española de Gimnasia que les fue entregado en 1985 en una ceremonia presidida por Alfonso de Borbón y Dampierre, duque de Cádiz, entonces presidente del COE. 
En el Campeonato Mundial de Valladolid en 1985, obtuvo el 7º puesto. El conjunto en Valladolid lo formaron Pilar, María Fernández, Eva Obalat, Ofelia Rodríguez, Nancy Usero y Graciela Yanes, además de Ester Domínguez, Rocío Ducay, Laura Manzanera y Estela Martín como suplentes. Todos estos resultados los consiguió siempre como miembro del conjunto español y en el concurso general, ya que entonces aún no había finales por aparatos al competirse únicamente con un ejercicio.

### Retirada de la gimnasia
Trabaja en la gimnasia madrileña desde su retirada en 1986, llegando a ser entrenadora de la selección española de gimnasia rítmica en 1988. El 16 de noviembre de 2019, con motivo del fallecimiento de Emilia Boneva, unas 70 exgimnastas nacionales, entre ellas Pilar, se reunieron en el tapiz para rendirle tributo durante el Euskalgym. El evento tuvo lugar ante 8.500 asistentes en el Bilbao Exhibition Centre de Baracaldo y fue seguido además de una cena homenaje en su honor.

## Legado e influencia

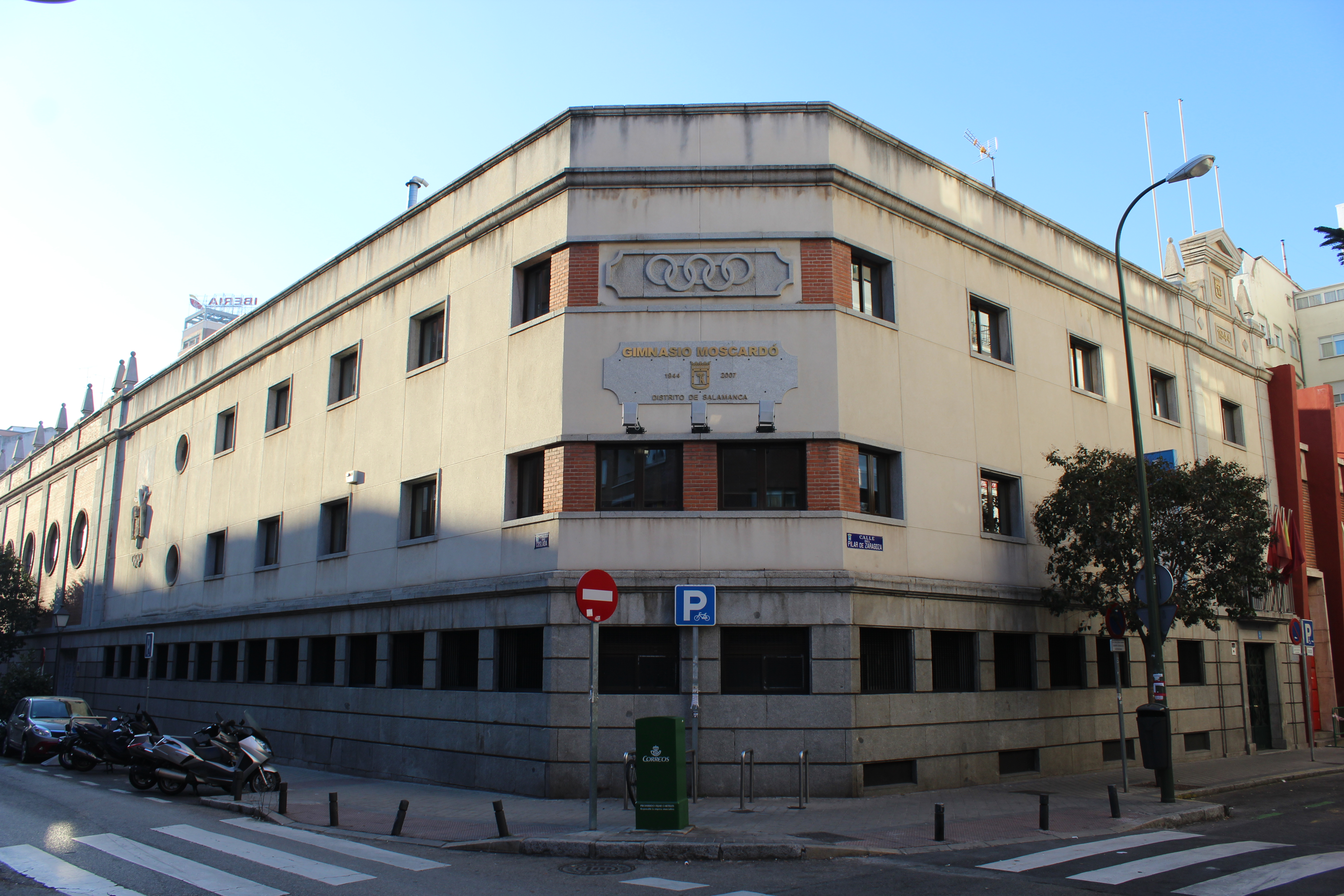
El Gimnasio Moscardó, en el distrito de Salamanca (Madrid), fue el lugar de entrenamiento de la selección nacional de gimnasia rítmica hasta 1997.

La medalla de bronce en el Europeo de Viena en 1984 fue la primera para el conjunto español desde 1975, e inició un amplio periodo de consecución de preseas internacionales. En una entrevista en 2016, la capitana de aquel conjunto, María Fernández Ostolaza, destacaba la importancia de esa medalla para la gimnasia rítmica española:

«En aquella época, nosotras lo que queríamos era derrocar a los países del Este [...] Como las medallas eran siempre Rusia, Bulgaria y Checoslovaquia, lo nuestro fue un grandísimo hito y el bronce del Europeo sí que fue una hazaña para el equipo. Fue el inicio de algo».
—María Fernández, en declaraciones en 2016 a Córner-rítmica

## Música de los ejercicios
| Año         | Aparatos           | Música                                                       |
| ----------- | ------------------ | ------------------------------------------------------------ |
| 1982        | 6 pelotas          | Desconocida.                                                 |
| 1983 - 1984 | 3 aros y 3 cuerdas | Desconocida.                                                 |
| 1984        | 3 aros y 3 cuerdas | Desconocida.                                                 |
| 1985        | 3 aros y 3 pelotas | El pasodoble «Francisco Alegre» de Quintero, León y Quiroga. |

## Palmarés deportivo

### Selección española
| 1982 - Campeonato de Europa de Stavanger* 4º puesto en concurso general 1983 - Final de la Copa del Mundo en Belgrado* 4º puesto en concurso general - Campeonato del Mundo de Estrasburgo 5º puesto en concurso general | 1984 - Campeonato de Europa de Viena Bronce en concurso general 1985 - Campeonato del Mundo de Valladolid 7º puesto en concurso general |

*Como suplente del equipo

## Premios, reconocimientos y distinciones
- Medalla al Mérito Gimnástico de 1984, otorgada por la Real Federación Española de Gimnasia (1984)[10]